# ニール・サリバン
ニール・サリバン（Neil Sullivan, 1970年2月24日 - ）はイングランドサットン・ロンドン特別区出身の元プロサッカー選手。ポジションはゴールキーパー。スコットランド代表として28試合に出場した。

## 来歴

### クラブ
1988年にウィンブルドンFCでプロキャリアをスタート。しかし、プロキャリアの船出は順風満帆とは行かず、出場機会に恵まれなかった。1991–92シーズン途中にクリスタル・パレスへレンタル移籍を経験、ここで2部ながらプロデビューを飾る。ウィンブルドン復帰後もゴールマウスは遠い存在だったが、1995–96シーズンから徐々に出場機会を増し、正GKを確固たるものにした。一方で、デビッド・ベッカムにハーフウェー・ラインからロング・シュートを決められた上に、このゴールがFAの1993年から10年間のベスト・ゴールに選定されるという不名誉な記録もある。
ウィンブルドンの降格に伴い2000-2001シーズンからはトッテナム・ホットスパーに加入。直ぐにレギュラーを獲得。その実力は当時のイングランド代表正GKデビッド・シーマンと同等、もしくはそれ以上と評価され「ブリテン島最高のGK」と評された。しかし、2002-2003シーズンは怪我と調整の失敗で出場ゼロに屈し、翌年チェルシーへ移籍。
チェルシーでも一度崩れてしまった調子を取り戻すのは難儀で、一年でリーズ・ユナイテッドへ移籍。
ポール・ロビンソンのリプレースを期待されたサリバンは、それをクラブ最優秀選手選出という形で表した。
2007年からレンタル移籍からの完全移籍でドンカスター・ローヴァーズに所属。

### 代表
スコットランド代表として28試合に出場し、1998 FIFAワールドカップのメンバーにも選出されている。

## 代表歴

### 出場大会
- スコットランド代表
  - 1998 FIFAワールドカップ

### 試合数
- 国際Aマッチ 28試合 0得点（1997年-2003年）[1]

| スコットランド代表 | 国際Aマッチ | 国際Aマッチ |
| 年                 | 出場        | 得点        |
| ------------------ | ----------- | ----------- |
| 1997               | 2           | 0           |
| 1998               | 2           | 0           |
| 1999               | 9           | 0           |
| 2000               | 6           | 0           |
| 2001               | 6           | 0           |
| 2002               | 2           | 0           |
| 2003               | 1           | 0           |
| 通算               | 28          | 0           |